# 布達佩斯民族學博物館
布達佩斯民族學博物館（匈牙利語：Néprajzi Múzeum）是位於匈牙利首都布達佩斯的一座博物館。博物館成立於1872年，最早是國立匈牙利博物館的民族學部門。

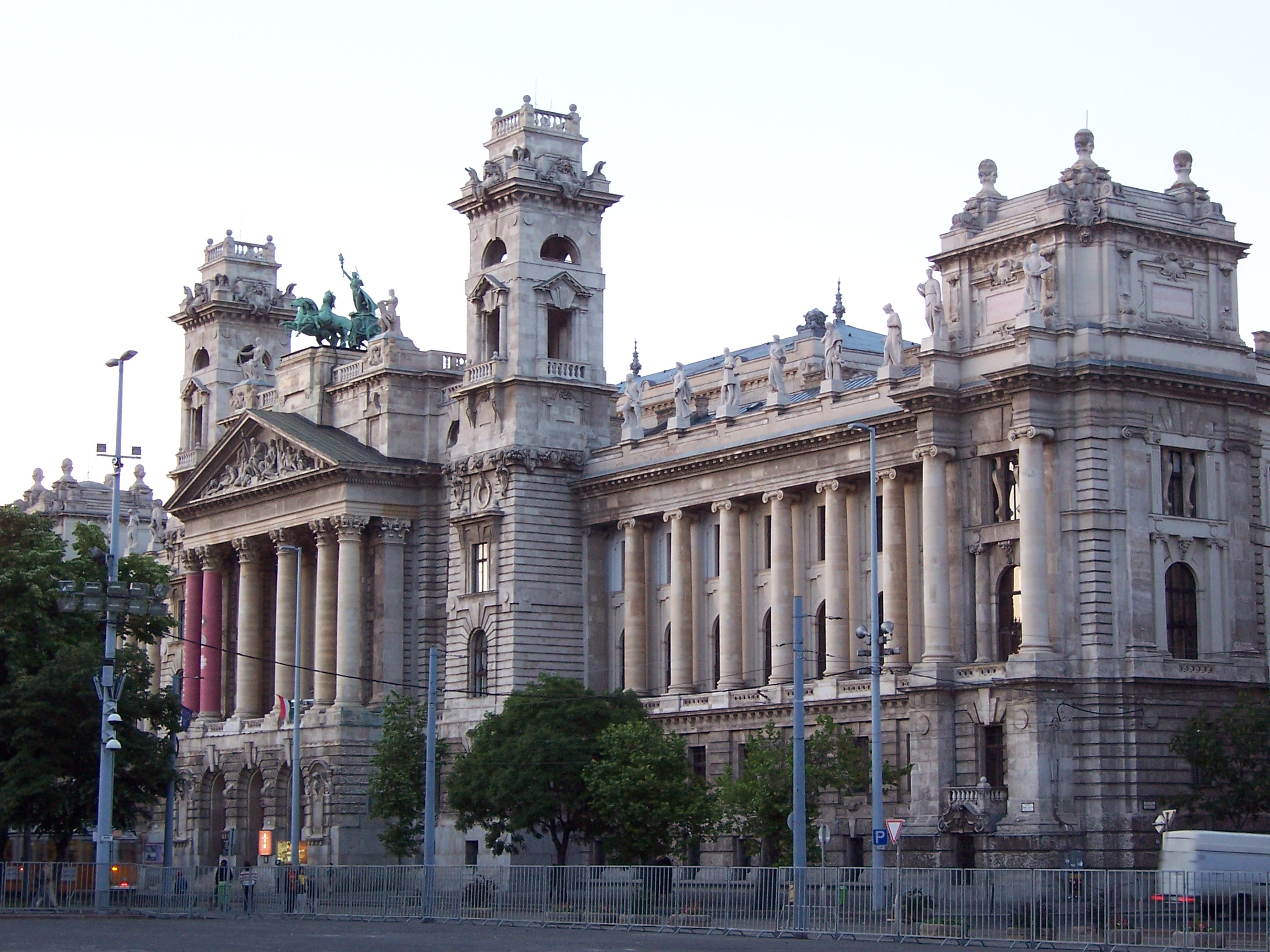

## 外部連結
- （匈牙利文） （英文） Official website （页面存档备份，存于）

47°30′28.13″N 19°2′54.31″E / 47.5078139°N 19.0484194°E